# Meteoro (meteorología)

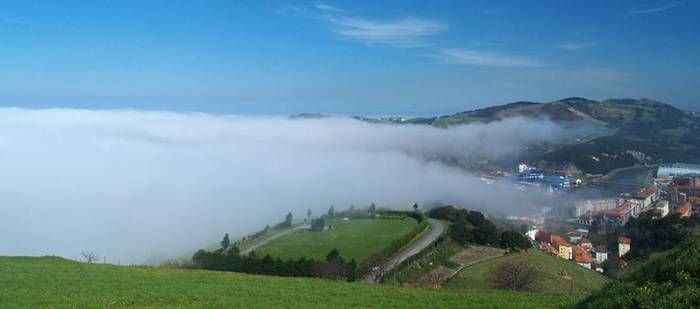
Taosa, un meteoro de la costa vasca. Una especie de efecto Foehn, pero ocurre en la franja sur del Golfo de Vizcaya. Taosa es uno de sus nombres vascos.

Un meteoro es cualquier fenómeno físico natural que tiene lugar en la atmósfera. La Organización Meteorológica Mundial (OMM) lo define como cualquier fenómeno natural observado en la atmósfera o sobre la superficie de la tierra, que consiste en una suspensión, precipitación, depósito de partículas líquidas, acuosas o no, o de partículas sólidas, o una manifestación óptica o eléctrica.

## Clasificación de los meteoros
Los meteoros, según la OMM, se pueden clasificar en cuatro grupos:
- I Hidrometeoros o meteoros acuosos: 
  - a) Suspensión de partículas acuosas en la atmósfera: 
    - nube
    - niebla
    - neblina
    - niebla helada

  - b) precipitación es decir, caída de hidrometeoros que alcanzan la superficie terrestre:
    - lluvia
    - llovizna
    - lluvia engelante o sobreenfriada
    - chubasco
    - nieve
    - granizo
    - cellisca o granizo pequeño
    - cinarra
    - polvo de diamante
    - nieve granulada
    - hielo granulado

  - c) depósito de partículas:
    - helada
    - rocío y rocío de advección
    - rocío blanco
    - escarcha y escarcha de advección
    - cencellada blanca
    - cencellada dura

  - d) conjuntos de partículas levantadas por el viento
    - ventisca, ventisca alta y ventisca baja
    - rociones de las olas

  - e) otros:
    - tromba
    - birja

- II Litometeoros o meteoros de polvo:
  - a) suspensión de partículas en la atmósfera:
    - calima
    - calima de polvo
    - humo

  - b) conjuntos de partículas levantadas por el viento
    - ventisca de polvo o arena
    - tempestad de polvo o arena
    - remolino de polvo o arena (tolvanera).

- III Fotometeoros, meteoros ópticos o luminosos:
  - arco iris
  - fenómenos de halo solar o lunar, incluyendo halo grande, halo pequeño, pilar de luz, arco circuncenital, parhelio y paraselene)
  - irisación de nubes
  - corona
  - glorias o coronas de Ulloa
  - anillos de Bishop
  - espejismo
  - trepidación óptica
  - centelleo
  - rayo verde

- IV Electrometeoros o meteoros eléctricos:
  - tormenta, relámpago, rayo
  - aurora
  - fuego de San Telmo.
  - Relámpago del Catatumbo

Aunque no se encuentran incluidos en la clasificación de la OMM, algunas fuentes consideran también los acusticometeoros o meteoros acústicos, como el trueno, el eco, el zumbido de cables, el aullido del viento y el murmullo de las hojas de los árboles.
Tradicionalmente, también se definían los eolometeoros (meteoros eólicos, o meteoros de viento), pero en la clasificación internacional no aparecen, ya que los meteoros anteriormente incluidos en esa categoría ahora están incluidos mayoritariamente en la de litometeoros (ventisca de polvo, ...). Algunos autores siguen defendiendo el término eolometeoro para aplicarlo a: tromba, tornado, turbonada, ciclones tropicales.[cita requerida]